# Tysklands MotoGP 2006
Tysklands MotoGP 2006 var ett race som kördes på Sachsenring.

## MotoGP
Det var ett av de jämnaste racen för säsongen. Valentino Rossi besegrade tre Hondamotorcyklar i en tuff duell från det första varvet till det sista. 0,307 sekunder skilde Rossi och fyran Dani Pedrosa.

### Resultat
| Plats | Förare            | Märke    | Grid | Kvaltid  |
| ----- | ----------------- | -------- | ---- | -------- |
| 1     | Valentino Rossi   | Yamaha   | 11   | 1.22,868 |
| 2     | Marco Melandri    | Honda    | 6    | 1.22,420 |
| 3     | Nicky Hayden      | Honda    | 3    | 1.22,083 |
| 4     | Dani Pedrosa      | Honda    | 1    | 1.21,815 |
| 5     | Loris Capirossi   | Ducati   | 5    | 1.22,239 |
| 6     | Shinya Nakano     | Kawasaki | 4    | 1.22,273 |
| 7     | Chris Vermeulen   | Suzuki   | 14   | 1.23,050 |
| 8     | Sete Gibernau     | Ducati   | 7    | 1.22,469 |
| 9     | Carlos Checa      | Yamaha   | 12   | 1.22,964 |
| 10    | John Hopkins      | Suzuki   | 9    | 1.22,701 |
| 11    | Toni Elías        | Honda    | 16   | 1.23,660 |
| 12    | Colin Edwards     | Yamaha   | 15   | 1.23,087 |
| 13    | James Ellison     | Yamaha   | 18   | 1.24,464 |
| 14    | José Luis Cardoso | Ducati   | 19   | 1.24,651 |
| 15    | Randy de Puniet   | Kawasaki | 13   | 1.22,974 |
| 16    | Makoto Tamada     | Yamaha   | 10   | 1.22,866 |
| 17    | Kenny Roberts Jr. | KR-Honda | 2    | 1.21,907 |
| 18    | Alex Hofmann      | Ducati   | 17   | 1.24,115 |
| 19    | Casey Stoner      | Honda    | 8    | 1.22,577 |